# Skansen miniatur

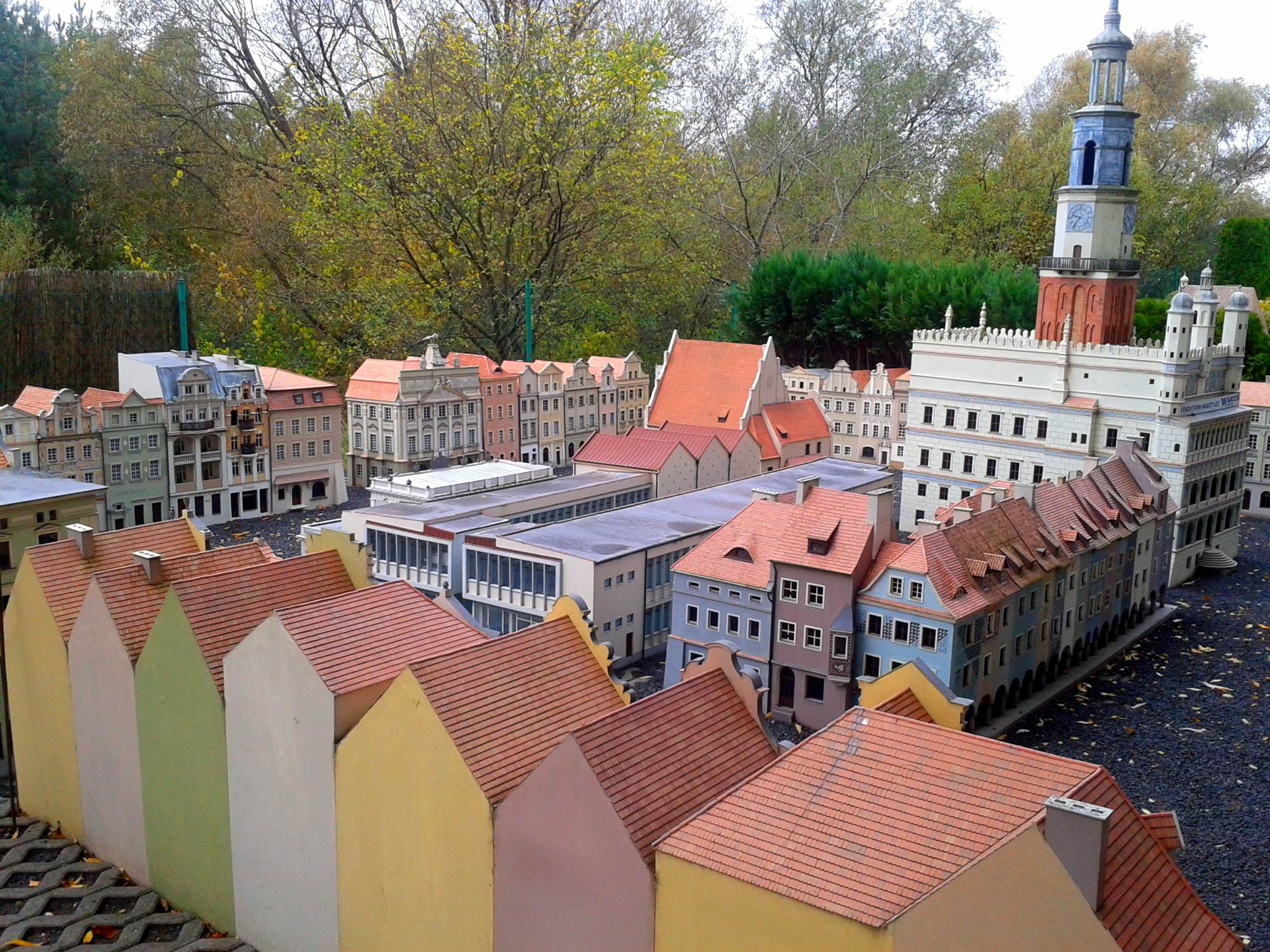
Modell des Alten Marktes in Posen

Skansen miniatur ist ein Miniaturpark bei Pobiedziska (deutsch: Pudewitz) in der polnischen Woiwodschaft Großpolen. Er befindet sich an der ehemaligen Piasten-Route von Gnesen nach Posen, heute Teil der L140. Er wurde 1998 zum 950. Geburtstag von Pobiedziska eröffnet und zeigt Miniaturen im Maßstab 1:20 von berühmten Gebäuden in Polen.
Bei den Gebäuden wurden wetterfeste, haltbare Materialien verwendet, zum Teil auch dieselben Materialien wie bei den originalen Vorbildern. Der Miniaturpark soll die räumliche und historische Entwicklung Polens darstellen, wobei ein Schwerpunkt auf die sogenannten Piasten-Route gelegt wurde. Unter den Gebäuden sind unter anderem Modelle von Schloss Rogalin, der Kathedrale von Gnesen, des Posener Domes  und des Alten Marktes in Posen sowie auch ein prähistorisches Bauernhaus aus Biskupin. Seit 2017 befindet sich im Park auch Figuren aus der slawischen Mythologie.
Verwalter des Miniaturparks ist seit 2017 das lokale Sport- und Erholungszentrum, das auch für die sonstige touristische Entwicklung und Vermarktung in Pobiedziska. Zudem fand eine Modernisierung mit Hilfe von EU-Mitteln statt. Seither sind auch Hilfe für Blinde und Sehbehinderte sowie Audioguides und mehrsprachige Informationstafeln vorhanden. Ferner wurde der Verwaltungsraum um Toiletten, eine Registrierkasse und eine Touristeninformation erweitert. Ferner wurde ein archäologischer Sandkasten für Kinder errichtet, in dem man spielerisch typische archäologische Objekte der Region finden kann.